# Daniel Oliver
Daniel Oliver (Newcastle upon Tyne, 6 de fevereiro de 1830 — Kew, 21 de dezembro de 1916) foi um botânico britânico.

## Biografia
Daniel Oliver foi o conservador do herbário dos Reais Jardins Botânicos de Kew, de 1860 a 1890, e professor de botânica na University College London, de 1861 a 1888. Foi laureado com a  Medalha Real em 1884 e com a Medalha linneana em 1893.

## Obras
- The botany of the Speke and Grant Expedition... (em conjunto com J.A. Grant e John Gilbert Baker), 1872-1875
- Illustrations of the principal natural orders of the vegetable kingdom, 1874
- Flora of Tropical Africa (Bände 1-3 von ihm), 1868-1877